# Poix
Poix település Franciaországban, Marne megyében. Lakosainak száma 71 fő (2022. január 1.). Poix Coupéville, Courtisols, Le Fresne, Herpont, Marson, Moivre és Somme-Vesle községekkel határos.

## Népesség
A település népességének változása:
| Lakosok száma | 132  | 108  | 106  | 89   | 76   | 74   | 71   | 69   | 71   | 71   |
|               | 1968 | 1982 | 1990 | 2006 | 2013 | 2015 | 2017 | 2019 | 2020 | 2022 |